# 보비 솔로

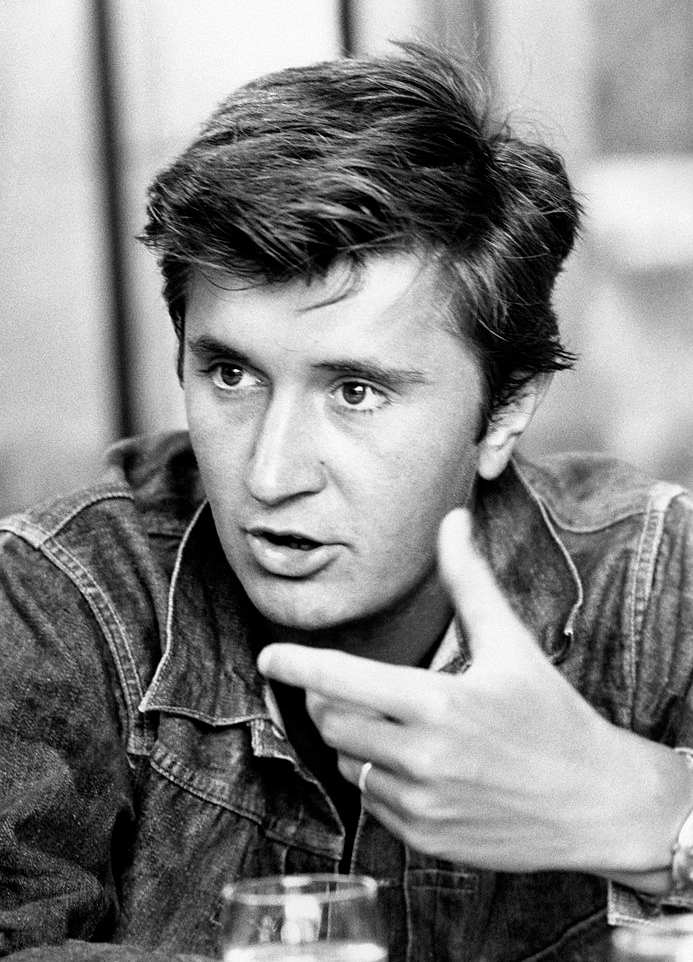
1970년

보비 솔로(이탈리아어: Bobby Solo)라는 예명으로 잘 알려진 로베르토 사티(이탈리아어: Roberto Satti, 1945년 3월 18일 ~ )는 이탈리아의 가수, 음악가, 배우이다.
로마에서 태어났다. 신진 인기가수로서, 산레모 음악제가 낳은 스타이다. 앨비스 프레슬리에 열광하였기 때문에 프레슬리식 로큰롤을 불렀다. 1964년에 산레모 음악제에 <볼에 흐르는 눈물>을 불러 입상, 이 레코드는 놀라울 정도로 팔려 일약 인기스타의 자리에 올라 10대의 우상적인 존재가 되었다. 다음해에는 자신이 작곡한 <그대에게 눈물과 미소를>을 불러 우승하였다. 
저음(低音)이 매력이며 테크닉도 우수하다.  1965년과 1966년에도 <사랑은 한없이>로 다시 우승의 영광을 차지하였다.